# Алпаєво
Алпа́єво (рос. Алпаево, башк. Алпай) — присілок у складі Шаранського району Башкортостану, Росія. Входить до складу Зіріклинської сільської ради.
Населення — 103 особи (2010; 122 у 2002).
Національний склад:
- башкири — 87 %